# Fil Liung
Der Fil Liung ist ein Bergrücken mit einer Höhe von 3062 m ü. M. im Piz-Medel-Massiv. Er erstreckt sich nördlich des Hauptgipfels Piz Medel (3210 m). Wie die anderen Gipfel des Massivs erhebt er sich nur wenig über das Gebiet des Glatscher da Medel. Nach Osten fällt er zum Lavaz-Gletscher ab.
Der Name ist rätoromanisch im Idiom Sursilvan und bedeutet Langer Grat.
Die Erstbesteiger des Piz Medel wählten eine Route über den Fil Liung. Heute ist der Berg als Tourenziel relativ bedeutungslos. Die Aufstiege von der Medelserhütte auf den Fil Liung werden im SAC-Clubführer mit dem Schwierigkeitsgrad WS beschrieben.

## Bilder

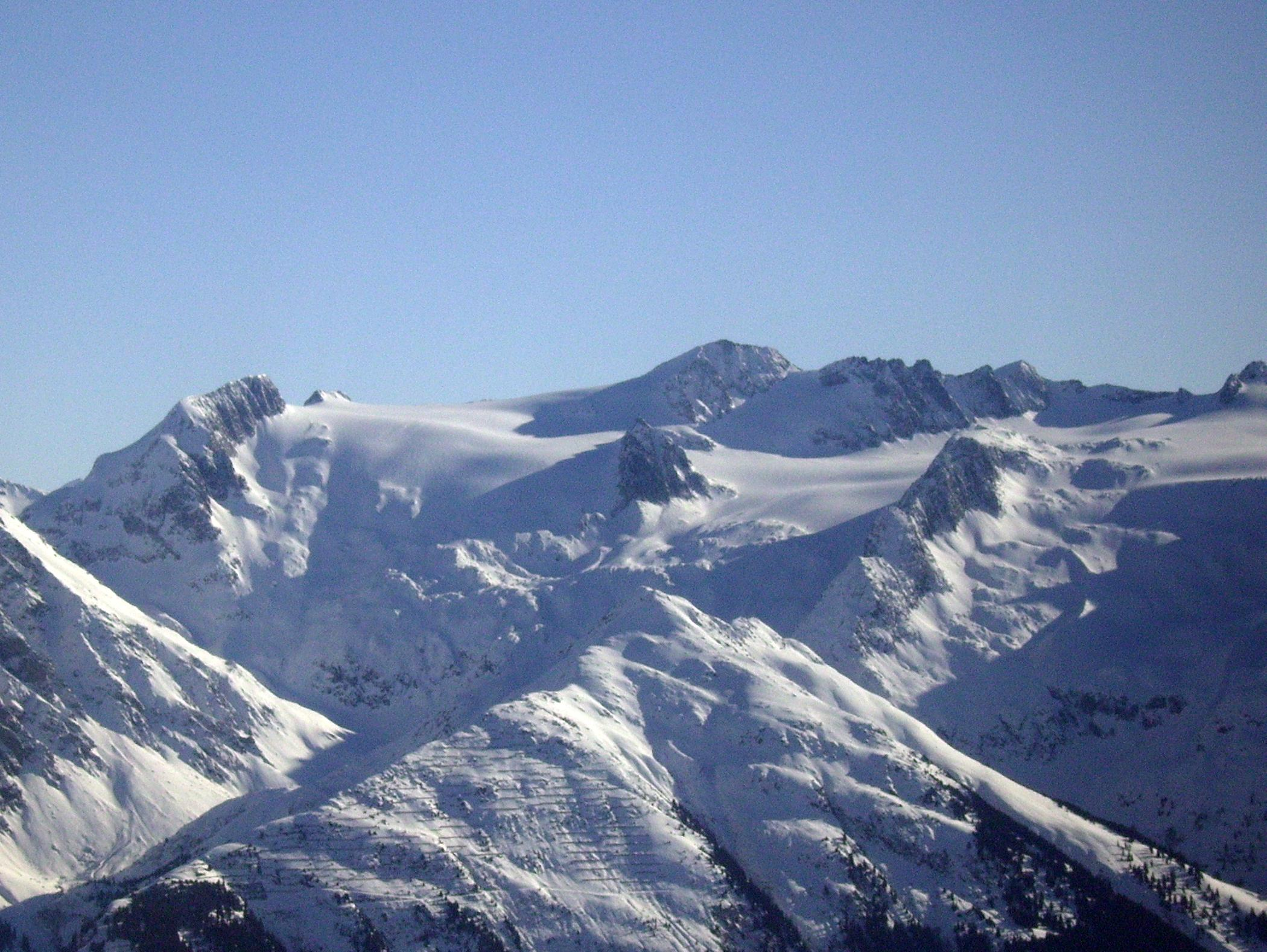
Piz Medel mit Fil Liung (ganz links)
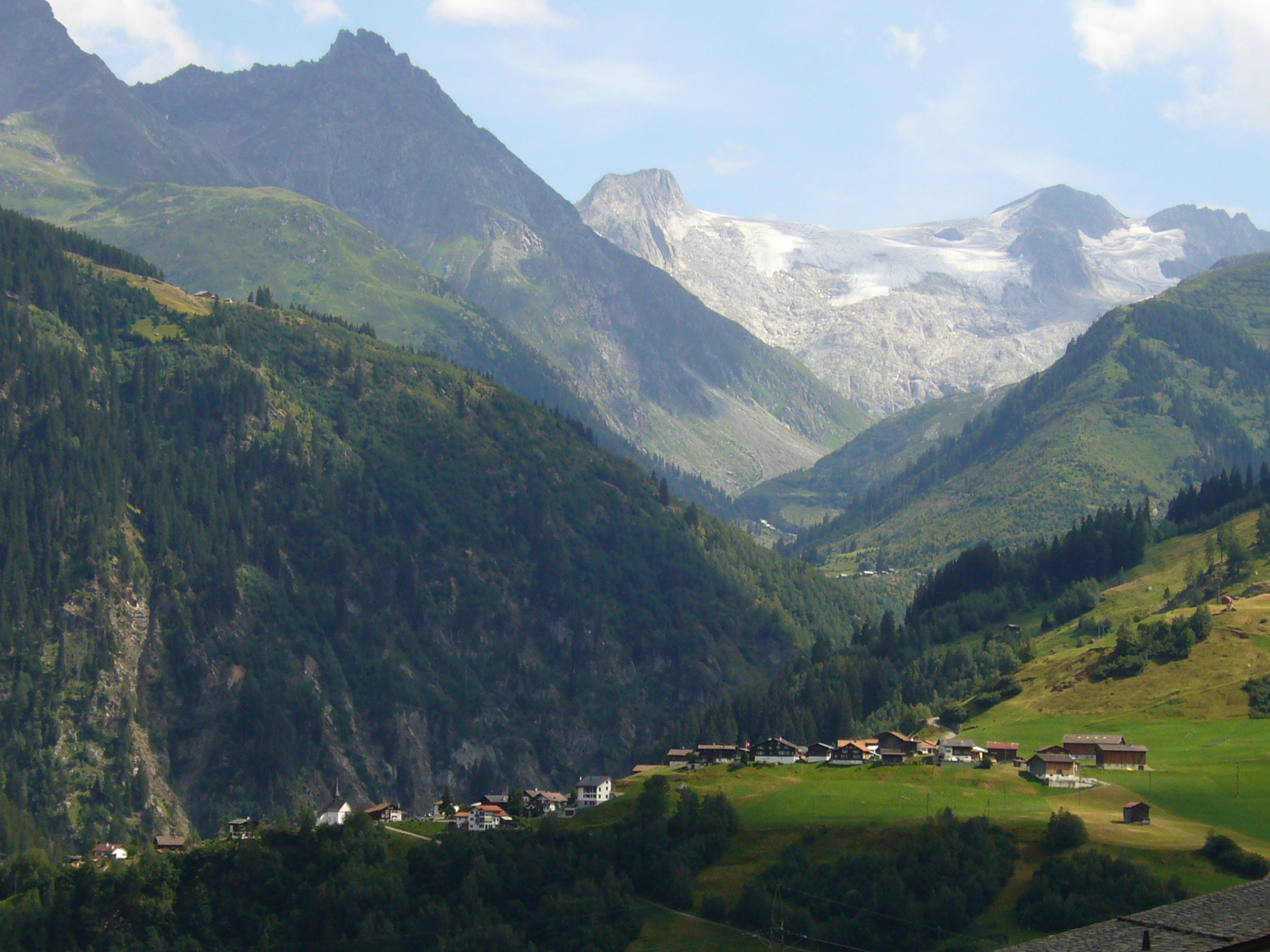
Piz Medel (r.) und Fil Liung (l.) von Acletta aus – ganz links der Piz Caschleglia (2936 m)
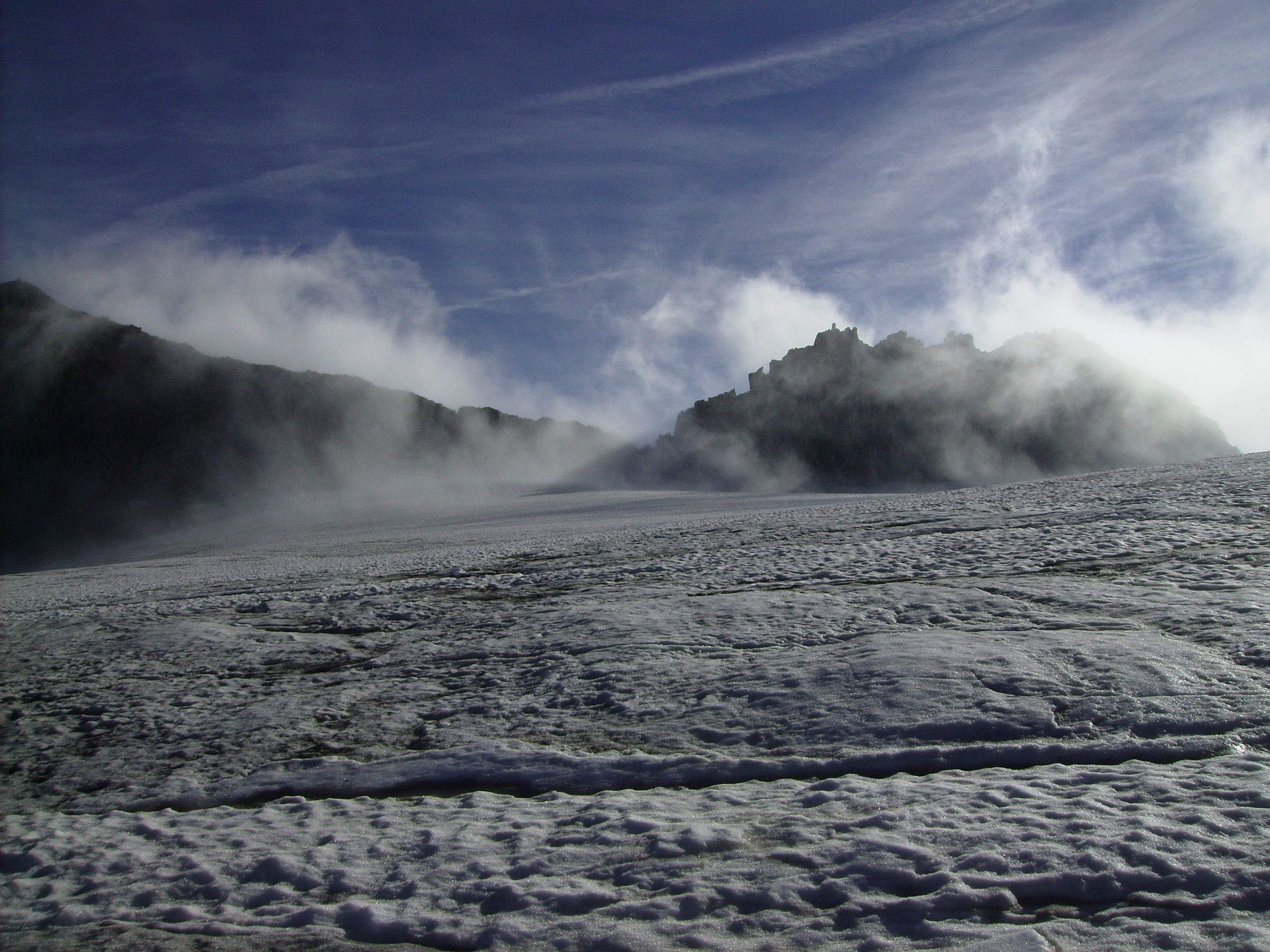
Fil Liung vom Glatscher da Medel
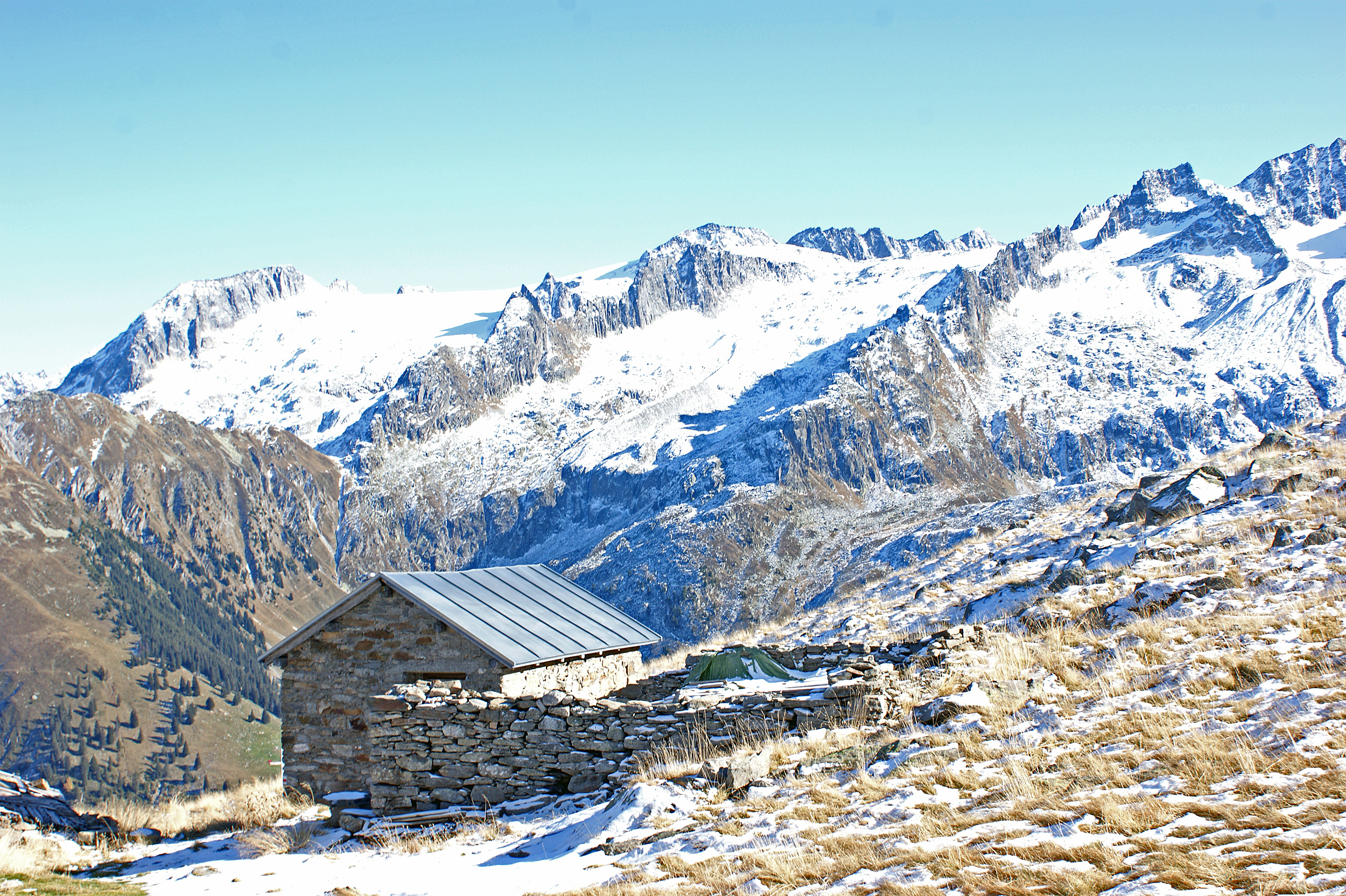
Das Felsband des Fil Liung am linken (östlichen) Rand des Massivs
Die Ostseite des Grats auf einer Aufnahme von 1923 oberhalb der Bildmitte